# 다지미역
다지미역(일본어: 多治見駅)은 일본 기후현 다지미시에 있는 도카이 여객철도 · 일본화물철도의 역이다.

## 노선 연장되는 노선
이 역의 소속역인, 주오 본선과, 이 역을 기점으로 하는 다이타선과의 접속역으로 되어 있다. 양 노선과도 도카이 여객철도가 제 1 종 철도 사업자로서, 여객 영업을 행한다, 주오 본선은 일본화물철도가 제 2 종 철도사업자로서 화물 영업을 행하고 있다.
특급 '(와이드 뷰) 시나노'를 포함했던 모든 여객 영업 열차가 정차한다. 나카쓰가와 방면으로 향하는 '센트럴 라이너'와 쾌속은 이 역부터 종점까지 각 역에 정차한다.

## 역 구조 및 승강장
단선 승강장 1면 1선과 섬식 승강장 2면 4선, 합계 3면 5선의 승강장을 가진 지상역으로 선상 역사를 가진다.
역장 · 역 담당자 배치역(직영역)이다. 관리역으로서, 주오 본선의 고코케이역 - 가마도역 간의 각 역 및 다이타선의 고이즈미역 · 네모토역 · 히메역의 3역을 관리하고 있다. 발권 창구 · 승차권 자동 발매기 · 자동 개찰기가 설치되어 있다.
| 1 | ■ 주오 본선 | 상행 | 나고야 방면              |                       |  |
| 2 | ■ 주오 본선 | 상행 | 나고야 방면              | 대피 열차와 시발 열차 |  |
| 2 | ■ 다이타선  | -    | 가니 · 미노오타 방면     | '홈 라이너 다이타'만  |  |
| 3 | ■ 주오 본선 | 하행 | 나카쓰가와 · 나가노 방면 |                       |  |
| 4 | ■ 주오 본선 | 상행 | 나고야 방면              | 시발 열차             |  |
| 4 | ■ 주오 본선 | 하행 | 나카쓰가와 · 나가노 방면 | 일부의 열차           |  |
| 4 | ■ 다이타선  | -    | 가니 · 미노오타 방면     | 극히 일부의 열차      |  |
| 5 | ■ 다이타선  | -    | 가니 · 미노오타 방면     |                       |  |

- 주오 본선은 1번선이 상행 본선, 3번선이 하행 본선이며, 특급 '시나노'도 이곳의 승강장을 사용한다. 1 · 2번선의 사이에는 승강장이 없는 부본선이 존재한다.
- 2번선은, 아이치 엑스포 수송 관련으로 유치(대박)선으로서 이용되고 있다.
- 5번선은 다이타선 전용 승강장이기 때문에 역 명표의 이웃 역은 고이즈미 만이지만, 4번선은 주오 본선의 열차가 입선함에도 관계없이 역 명표의 이웃 역은 고이즈미만이다. 반대쪽은 인상선으로서 사용되고 있다. 일단 가선은 덮여 있었다. 계단 딸린 동차가 입선하기 때문에 4 · 5번선은 승강장의 인상이 행하지 않는다.

### 역사 정비 계획
다지미 역 북쪽 도시 정비 계획과 함께 다지미 시가 중심이 되어 진행되던 역 개량 공사 계획의 안에는, 역의 배리어 프리화에 수반해 역사의 선상화와, 폭 10m, 길이 102m에 달하는 남북 자유통로의 건설 등이 포함시켜졌다. 공사는 2007년도에 착수되어, 2009년 11월 1일에는, 남문의 에스컬레이터 등 건설예정으로 일부의 시설을 제외해서 공용이 개시되었다. 남문의 에스컬레이터 설치 예정지는 구 역사의 부지에 걸치고 있었기 때문에, 설치 공사는 구 역사의 해체 후에 착수되어, 2010년 8월 11일에 공용이 개시되었다. 그 후, 역 남문 광장 주변이나, 승강장 위에 남은 구 시설의 주변도 정비되어, 2010년 10월에 완성했다. 더욱이, 역 북문 광장 주변은 미정비 부분이 많아, 현재 공사가 진행되고 있다.

### 역사 네 테넌트
- 도카이 키오스크 주식회사
- JR 도카이 투어즈

## 화물 역
일본화물철도의 시설은 여객 역의 북쪽에 위치한다. 도노 지구의 철도 화물 수송의 거점역으로, 통칭은 다지미 역 화물취급소.
1면 1선의 컨테이너 플랫폼을 가진다. 하역선에는 가선이 깔리고 있지만, 발착선에는 깔리지 않았다. 발착선에 도착했던 화물열차는 미즈나미 방향의 인상선으로 들어갔던 후, 추진 운전에 승강장으로 진입한다. 거꾸로 승강장부터 발착하는 추진 운전으로 같은 인상선으로 들어갔던 후, 통상운전에 발착선으로 진입한다. 하역선과 여객 5번선의 사이로 1개 선이 있어, 기돌리기해 사용하고 있다.
컨테이너 플랫폼은 컨테이너 차 8량 편성분이다. 그 이상의 길이는 열차에도 편성을 분할해 하역 작업을 행하는 일은 없고, 열차를 조금씩 움직이거나 하역 자업을 행한다.
하루 1회 왕복 나고야 화물 터미널 역과의 사이로 고속화물열차가 설정되고 있다. 그 선별의 화물열차로 계주되어, 전국에 수송된다.

## 이용 현황
기후 현의 통계서에 의하면, 이 역의 하루 평균 승차 인원은 이하와 같이 추이되고 있다.
- 2005년도 - 15,188명
- 2006년도 - 14,899명
- 2007년도 - 14,761명
- 2008년도 - 14,494명
- 2009년도 - 14,004명

또한, 이 역의 2006년도의 발송화물은 82,197t, 도착 화물은 84,317t이다.

## 역 주변
- 다지미 시청 에키마에 사무소
- 다지미 시 관광 안내소
- 다지미 시 도서관 본관
- 다지미 시 문화회관
- 다지미 시 산업문화센터
- 다지미 세무서
- 도노 신용금고 본사
- 기후 현 적십자 혈액 센터
- 기후 현 도노 서부 종합 청사
- 기후 지방 재판소 다지미 지부
- 기후 가정 재판소 다지미 지부
- 다지미 간이 재판소
- 다지미 시민 병원
- 기후 현립 다지미 병원

## 역사
- 1900년 7월 25일 : 나고야역부터 관설 철도가 개업, 종착역으로서 다지미역이 개업. 일반역.
- 1902년 12월 21일 : 나카쓰 역까지 관설 철도가 연신개업.
- 1909년 10월 12일 : 선로 명칭 제정. 주오 사이선의 소속이 된다.
- 1911년 5월 1일 : 선로 명칭 개정. 이 역을 포함한 주오 사이선이 주오 본선으로 편입된다.
- 1918년 12월 28일 : 도노 철도(초대)가 신타지미 - 히로미(현 · 가니) 간에 개업해, 이 선의 신타지미 역이 개업.
- 1926년 9월 25일 : 도노 철도(초대)가 국유화되어, 노선은 다이타선이 된다. 동시에 신타지미 역을 다지미 역으로 통합.
- 1928년 7월 1일 : 가사하라 철도의 신타지미 역이 개업.
- 1937년 6월 1일 : 가사하라 철도의 화물선이 다지미 역에 노선 연장.
- 1944년 3월 20일 : 가사하라 철도선이 도노 철도(2대째) 가사하라 선이 된다.
- 1971년 6월 12일 : 가사하라 선의 여객 영업이 폐지. 신타지미 역 폐지.
- 1978년 11월 1일 : 가사하라 선의 화물 영업이 폐지(폐선).
- 1986년 11월 1일 : 하물의 취급을 폐지.
- 1987년 4월 1일 : 일본국유철도 분할 민영화에 의해, 도카이 여객철도 · 일본화물철도의 역이 된다.
- 2006년 11월 25일 : TOICA 도입.
- 2008년 2월 2일 : 신 역사 정비에 의해 임시 역사(구 역사보다 서쪽에 약 90m)로 이전, 공용 개시.
- 2009년 11월 1일 : 선상 역사 일부 공용 개시.
- 2010년 8월 11일 : 남문의 에스컬레이터와 계단(도키시 쪽)의 공용 개시.

## 인접 역
| 도카이 여객철도 주오 본선       | 도카이 여객철도 주오 본선 | 도카이 여객철도 주오 본선 |
| ------------------------------- | ------------------------- | ------------------------- |
| 도키시 나카쓰가와 · 나가노 방면 | ■ 홈 라이너               | 오조네 나고야 방면        |
| 도키시 나카쓰가와 · 나가노 방면 | ■ 센트럴 라이너 ■ 쾌속    | 고조지 나고야 방면        |
| 도키시 나카쓰가와 · 나가노 방면 | ■ 보통                    | 고코케이 나고야 방면      |